# Centurion (kampvogn)
 For alternative betydninger, se Centurion. (Se også artikler, som begynder med Centurion)
Centurion er en britisk produceret kampvogn, der kom frem lige efter 2. verdenskrig. Den britiske hær anvendte Centurions i Koreakrigen. Derudover har Israel moderniseret deres Centurions med bl.a. dieselmotorer og anvendt dem i diverse mellemøstkrige. Den danske hær modtog Centurion i 1953 og den var indtil 1976 Hærens primære kampvogn. I 1982 blev Centurion moderniseret med natkikkerter, lysforstærknings kameraer, som var et passivt  mørke observations-  og sigtesystem med en balistic computer samt et nyt dagsigte periskob med indbygget  laserafstandsmåler. I 1999 blev Centurion udfaset i Danmark.
Centurion fandtes også som en pansret bjærgningsvogn og til at udlægge mindre feltbroer under beskydning.

## Udvikling
I sommeren 1943 mente den britiske generalstab, at der skulle designes en tung britisk kampvogn. A-41 havde visse krav:
1. De britiske jernbaners vægtbegrænsning på 40 ton skulle øges til 45 ton.
2. Tårndiameteren skulle overstige Shermanens 69 tommer (175 cm).
3. Rolls-Royce Meteor V-12-motor (landbaseret udgave af Rolls-Royce Merlin).
4. Forbedret Merritt-Browns gearkasse.
5. Fire tommer frontpanser (102 mm), sidepanser mindst 60 % af frontpanseret.
6. Skråt panser forrest skulle ikke svækkes af et bov-maskingevær.
7. Tre tommers (76 mm) 17 pounds (≈7 kg) kanon med koaksialt maskingevær.
8. Evne til at køre i seks fod dybt vand (183 cm).

Meteor-motoren var anbragt i bunden af motorrummet under hydraulikpumper, generatorer og andre hjælpesystemer. Det betød bl.a. at det tog 11 timer at skifte tændrør, fordi så mange komponenter skulle afmonteres først.

## Centurion i krig

### Koreakrigen 1950-53
Første gang Centurion-kampvogne kom i krig var da briternes 8th Royal Irish Hussars landsatte tre eskadroner af Centurion Mk 3 i Pusan d. 14. november 1950 under Koreakrigen. Vinteren 1950-51 var særlig hård med temperaturer ned til -26 °C. Bælterne skulle parkeres på strå om natten, for at de ikke frøs fast på jorden. Smøreolien blev fast og vand i benzinen blev til isklumper i brændstofsystemet. Motorerne skulle køre en gang i timen og hjælpemotoren kørte konstant for at varme besætningen.
I slaget om Imjin-floden i april 1951 dækkede 8th Royal Irish Hussars FN-troppernes tilbagetrækning. Centurion-kampvogne kørte i stilling på højdedrag og fik bælterne dækket af sandsække. Krigen stivnede i en stillingskrig hvor begge sider beskød hinanden fra højdedragene. Nogle Centurions var udstyret med kraftige projektører, til at belyse kinesiske patruljer.

### Suez-krigen 1956
Da præsident Abdul Nasser nationaliserede Suezkanalen indsatte Storbritannien og Frankrig styrker til at generobre den. Egypten havde tidligere købt Centurion Mk 3, så for at undgå forveksling havde de fransk-britiske kampvogne et stort 'H' påmalet tårnet. H stod for "Hamilcar", det oprindelige navn for Operation Musketeer.